# Hamac
Pour les articles ayant des titres homophones, voir Amak et Amaq.
Un hamac est une toile ou un filet suspendu entre deux points d'ancrage, destiné à dormir ou à se reposer. Un hamac peut être soit individuel, soit familial. Il peut être doublé, rembourré au niveau du couchage et avoir des poches intérieures ou extérieures, ainsi que des fioritures diverses pour le décorer.

## Étymologie
Hamac est un emprunt lexical indirect du mot taïno classique hamacu, de même sens. Au XVIe siècle, le terme est introduit en français par des récits de voyage italiens empruntant le terme d’origine espagnol hamaca à la langue véhiculaire utilisée aux Petites Antilles entre autochtones de langues amérindiennes et européens, majoritairement hispanophones lors des premières rencontres. Les premières orthographes sont italianisantes : amache, amacca.
Son emploi restant rare en français jusqu’au XVIIIe siècle, c’est le nom masculin concurrent branle, décrivant son mouvement oscillatoire, qui est employé couramment en marine à l’introduction des hamacs pour les matelots dans les navires. Il en reste trace dans la langue moderne dans le nom invariable branle-bas, qui désignait à l’origine le pliage des hamacs.

## Histoire

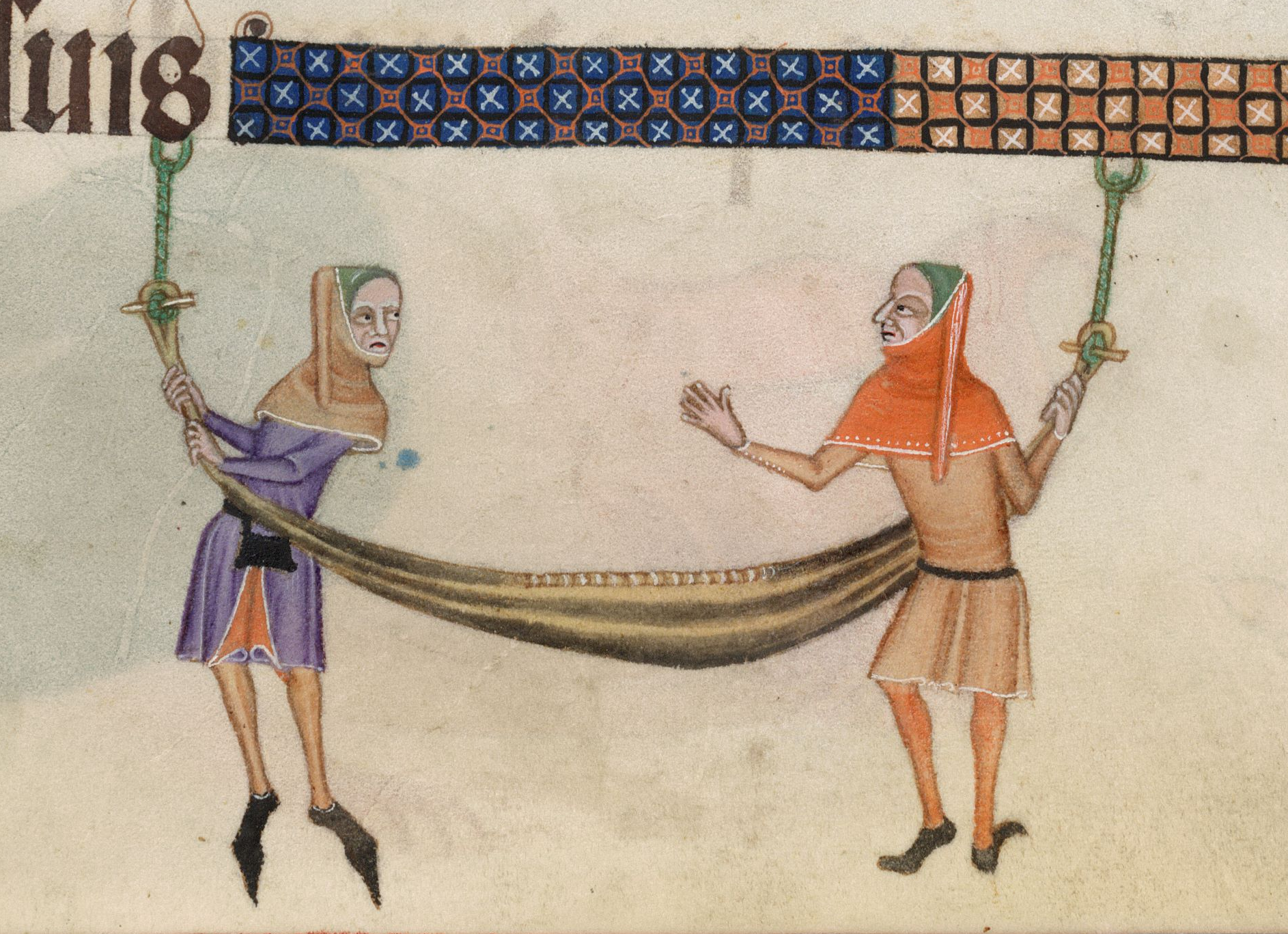
Hamac dans le Psautier de Luttrell (c. 1330)

Un hamac est représenté dans le Psautier de Luttrell qui est daté vers 1330. La miniature dans le manuscrit médiéval d'Angleterre prouve l'existence de hamacs en Europe avant la découverte de l'Amérique par Christophe Colomb.

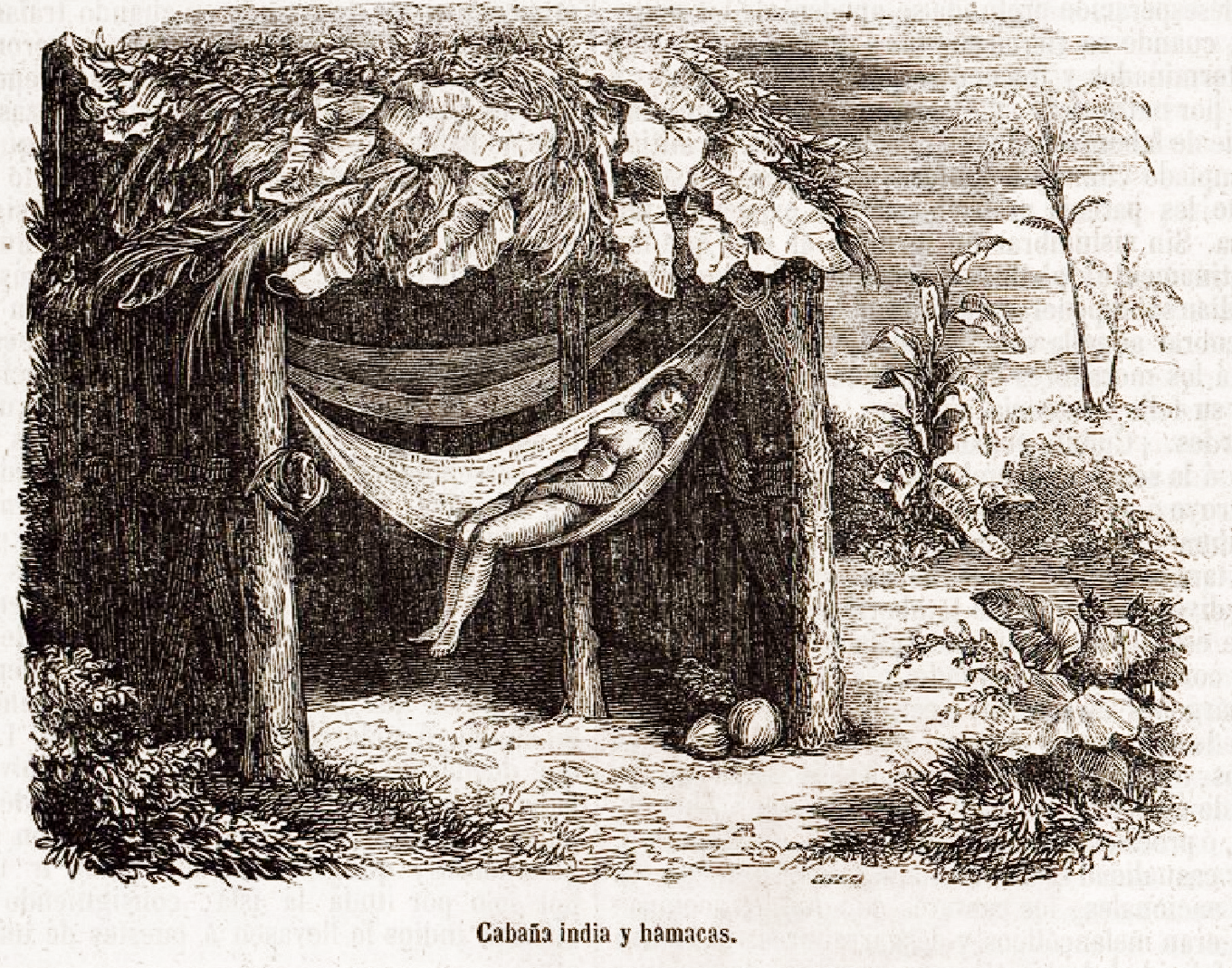
Cabane indienne et hamacs. Illustration tirée d'un livre sur la vie et les voyages de Christophe Colomb.

En ce qui concerne l'Amérique précolombienne, le hamac est une invention à l'origine incertaine : soit originaire d'Amazonie, où les peuples indigènes d'Amérique du Sud auraient ainsi pu dormir à l'abri des animaux dangereux, soit originaire des Caraïbes, où le hamac était à la rencontre avec les premiers Européens un symbole culturel fort. Les Mayas ne l'auraient adopté qu'au XVIIe siècle.

## En Amérique centrale
Les hamacs sont très courants dans presque toutes les maisons du Yucatán.
Les Yucatèques, descendants du peuple Maya, en ont fait un artisanat inimité durant des siècles de tradition.
Ils sont à l'origine d'un tissage particulier dit « maya hamac » permettant de s'allonger dans le travers du hamac et non dans sa longueur, ce qui procure un confort inégalé pour le dos, et des tailles pouvant accueillir plus de quatre personnes, ce qui est une spécificité de cette région du Mexique.
Les hamacs ne proviendraient pas de la civilisation Maya : on[Qui ?] dit qu'ils arrivèrent au Yucatán par la mer des Caraïbes moins de deux siècles avant l'arrivée des Espagnols.
On[Qui ?] dit aussi qu'ils seraient originaires du bassin d'Amazonie où les Indiens les utilisaient afin de ne pas être au contact du sol et envahis par les insectes variés.
Ils sont composés de divers matériaux et leur qualité dépend surtout de la forme de la maille et de la quantité de fil utilisée. Les hamacs sont fabriqués dans les villages autour de la ville de Mérida, en particulier à Tixcocob, et se vendent dans le monde entier. Les hamacs sont très importants dans le cœur des Yucatèques[évasif], et dans les maisons les plus humbles se trouve de quoi accrocher son hamac.

## En Amérique du Sud

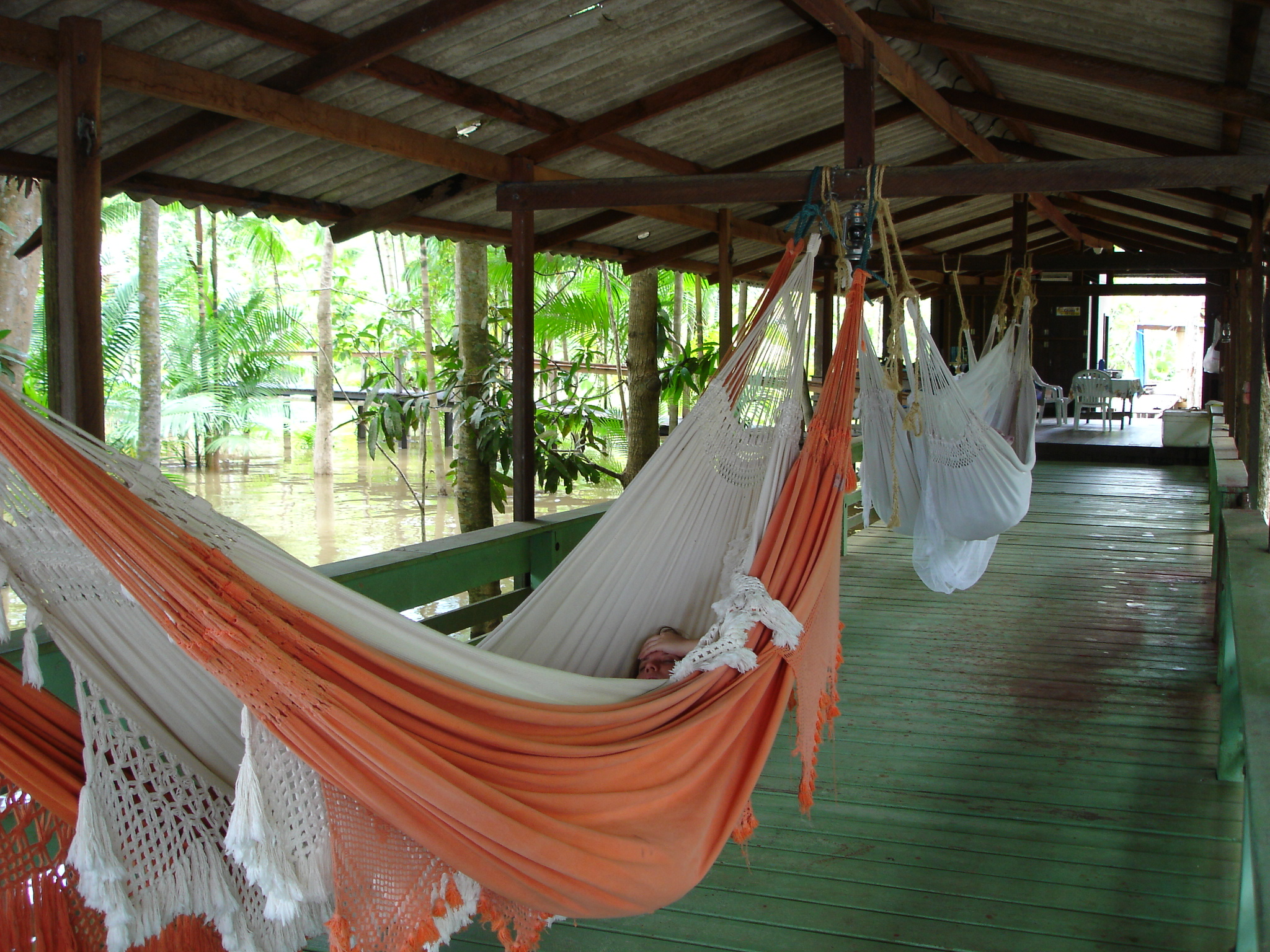
Hamacs au Brésil.

Il est présent dans de nombreuses cultures indigènes d'Amérique du Sud, en particulier chez les nomades vivant dans les forêts primaires des régions tropicales, mais se révèle aussi très utilisé dans toutes les couches de la population brésilienne en raison de son faible coût et du faible espace occupé. Quelques statistiques datant de 2002 établies par le Syndicat des producteurs de hamacs de l'État du Ceara au Brésil (Sindirede), 70 % de la population de la campagne dort en hamac, 30 % en ville. Quand il y a un hamac et un lit dans la maison, dans 9 cas sur 10, à la saison chaude c'est uniquement l'homme qui l'utilise pour y dormir la nuit ; le hamac procure un couchage plus frais qu'un matelas.

## Dans la marine
Après leur découverte par la flotte de Christophe Colomb en 1492, les Espagnols ont introduit l'usage des hamacs à bord des navires. Le hamac, surnommé « branle », permettait aux matelots de dormir dans un certain calme, une partie des mouvements des navires étant absorbée par les cordages (les « araignées ») qui le suspendaient. Ils étaient partagés entre chaque bordée d'une demi-journée chaque (les tribordais et les bâbordais), les uns laissant leurs places aux autres pour se reposer et réciproquement. De plus, pliés serrés et rangés sur le pavois des bateaux de guerre, ils contribuaient à se protéger des projectiles lors des attaques ennemies (d'où l'expression, « branle-bas de combat »).
Dans la Marine nationale française les hamacs ont définitivement été remplacés par les couchettes (appelées aussi bannettes) au début des années 1970. Les couchettes étant en place à demeure, les repas ne pouvaient plus être pris dans les postes d'équipage et les bâtiments furent équipés de cafétérias ou de salles à manger. Le passage à la rampe et le plateau alvéolé avaient remplacé le plat de huit, la gamelle et le bidon.

## Art du hamac
S'allonger dans la diagonale est la véritable façon d'utiliser un hamac. Dans cette position on est bien à plat, sur le dos, sur le côté et même sur le ventre pour les Latinos qui y dorment depuis leur naissance.[réf. nécessaire]
Quelques dessins expliquent la manière de se coucher dans un hamac ; Raymond Breton dans un dictionnaire caraïbe-français[Lequel ?] rapporte : « Keyeyecoua tiem larangon callinago, tichati balanagle », ce qui signifie « Le sauvage se couche en rond et en travers, le Français étendu et en longueur ». Là est la principale raison pour laquelle le hamac fut modifié en occident avec l'ajout de barres en bois à chaque extrémité.[pas clair] Les Latinos américains n'utilisent jamais de barres en bois sur leur hamacs.

## Hamac et santé
Selon une étude de chercheurs suisses,, le bercement accélère l'endormissement et permet un sommeil plus profond.
Médicalement on sait que les nouveau-nés, tout particulièrement, préfèrent le hamac au lit plat.[réf. souhaitée]
Au Brésil, les grands prématurés sont placés en hamac dans les couveuses : ils gagnent en effet plus rapidement du poids de cette façon.
La méthode Padovan l’utilise afin de reproduire le bercement du ventre maternel et de développer le sens de l'équilibre.